# Balk (Paesi Bassi)

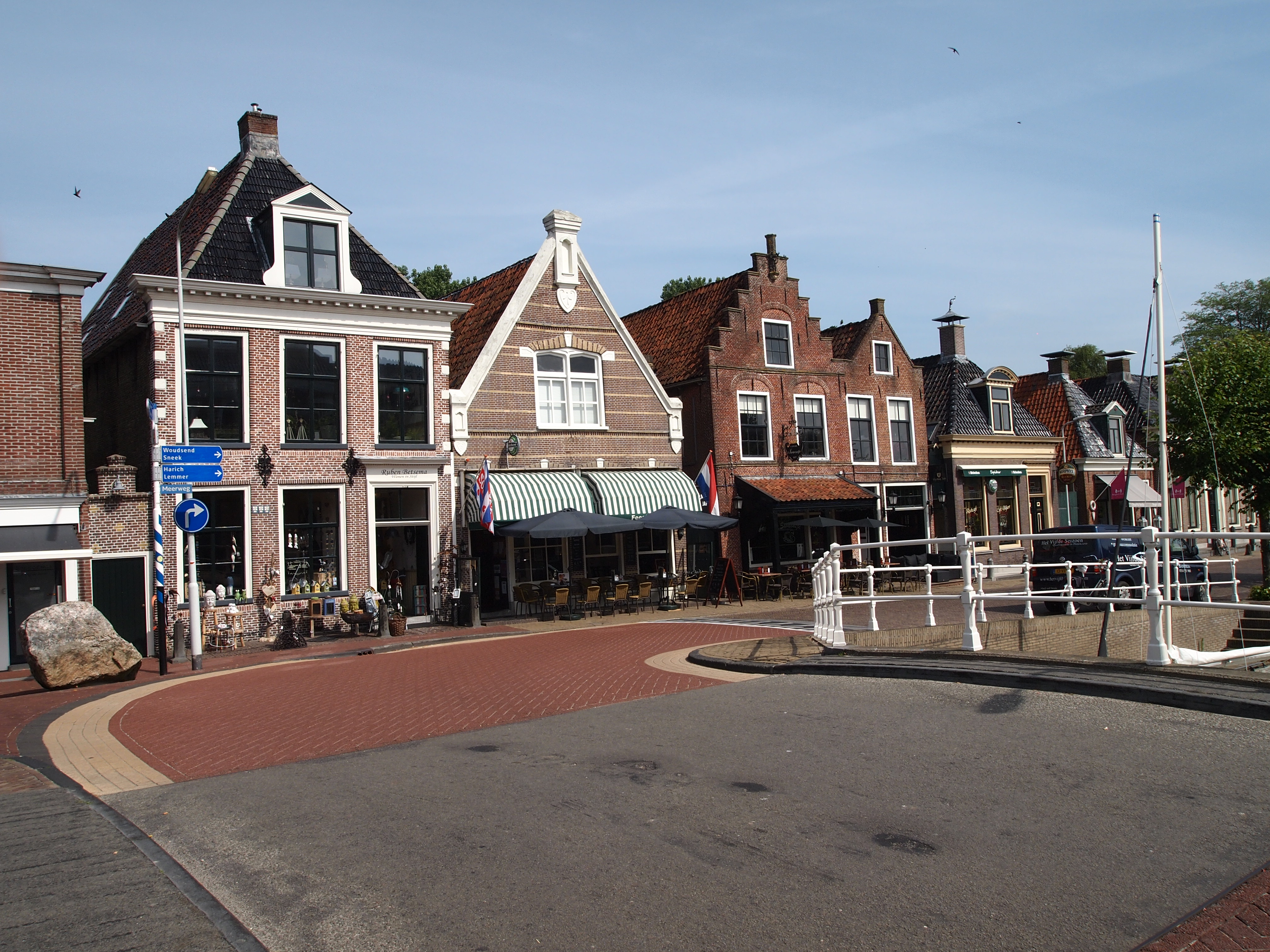
Balk: edifici storici lungo la Meerweg

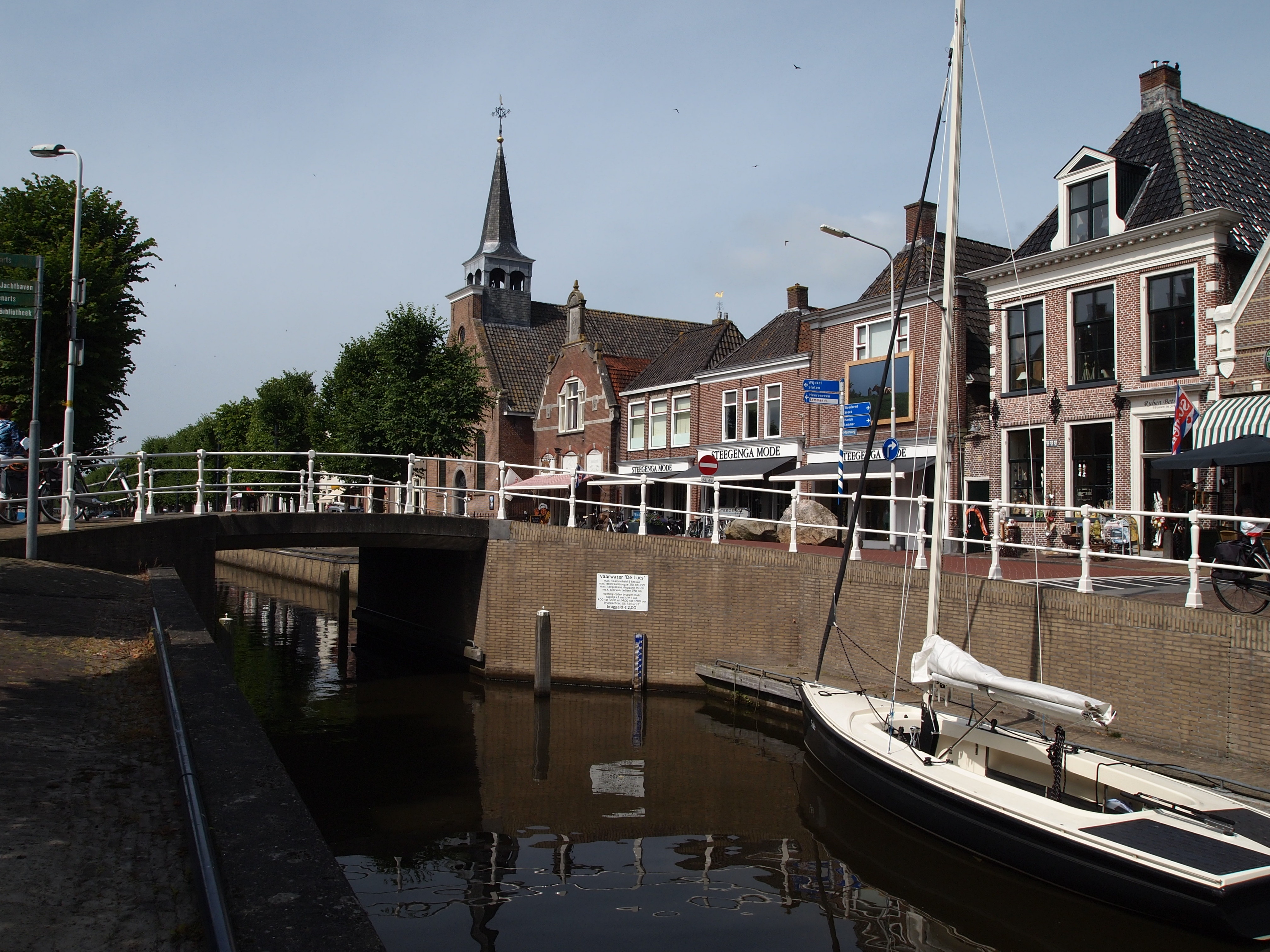
Balk: edifici storici lungo il fiume Luts

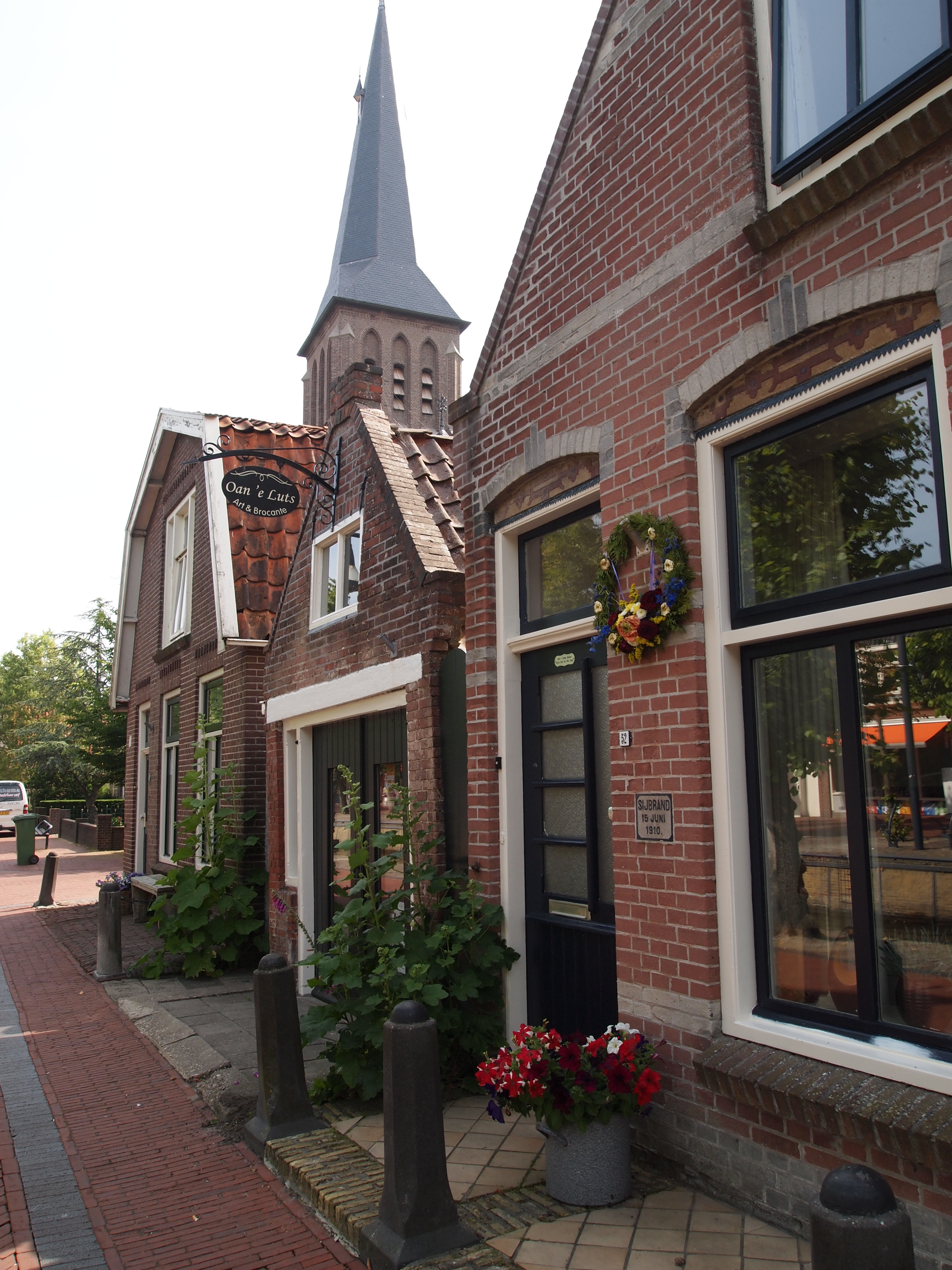
Balk: altri edifici storici lungo il fiume Luts

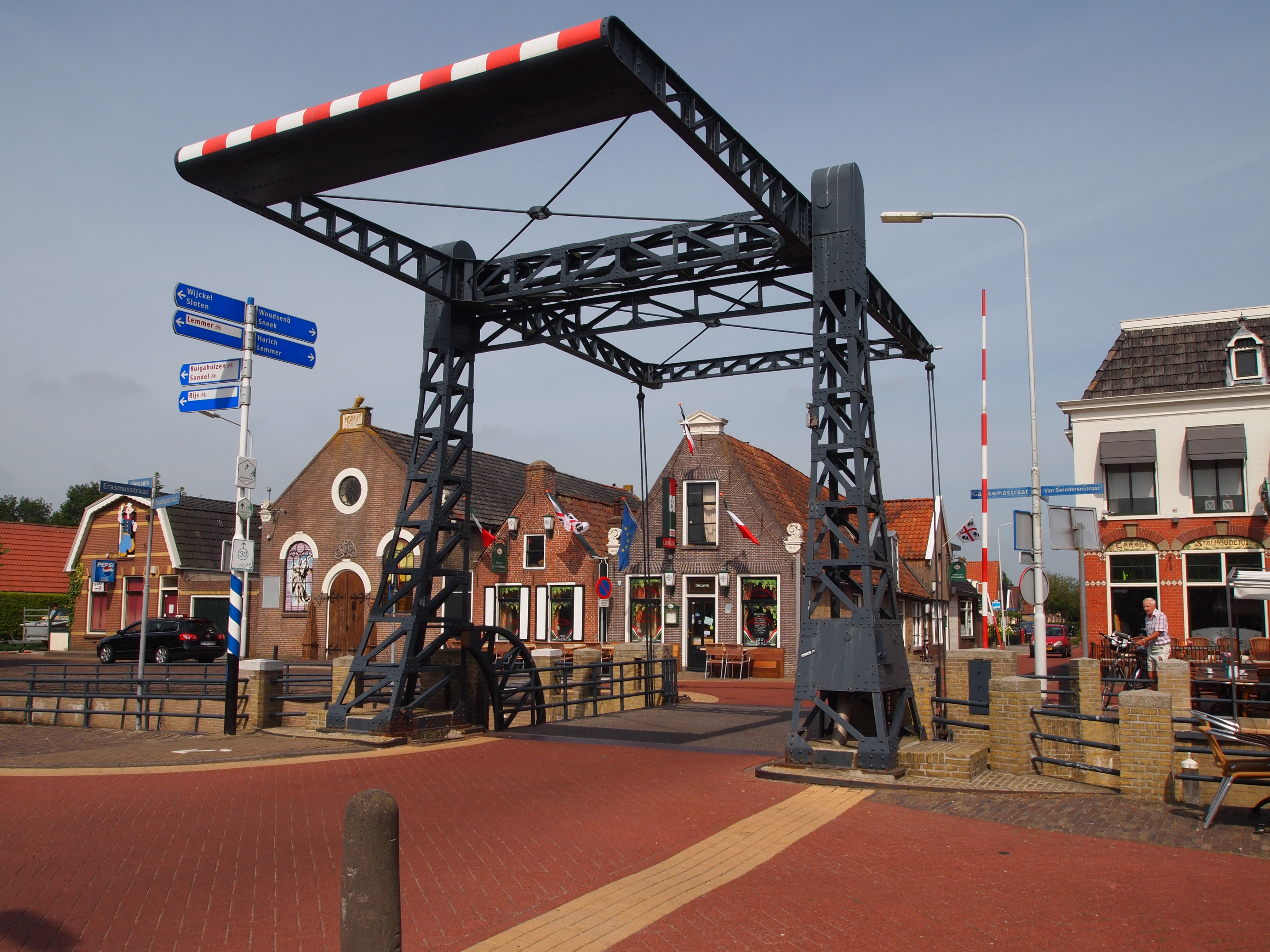
Balk: edifici storici lungo il Teernstrabrug

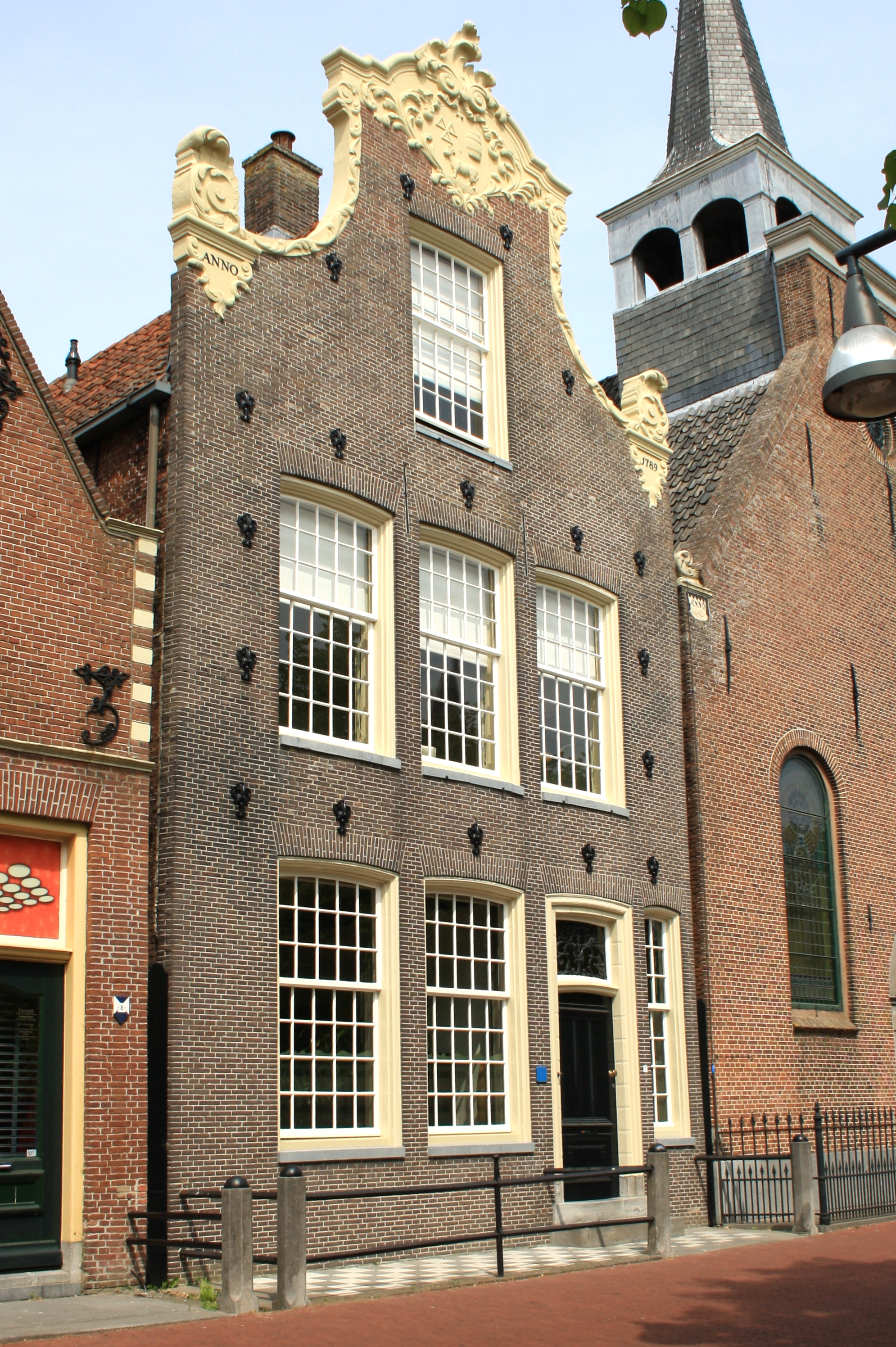
Edificio del XVIII secolo classificato come rijksmonument a Balk

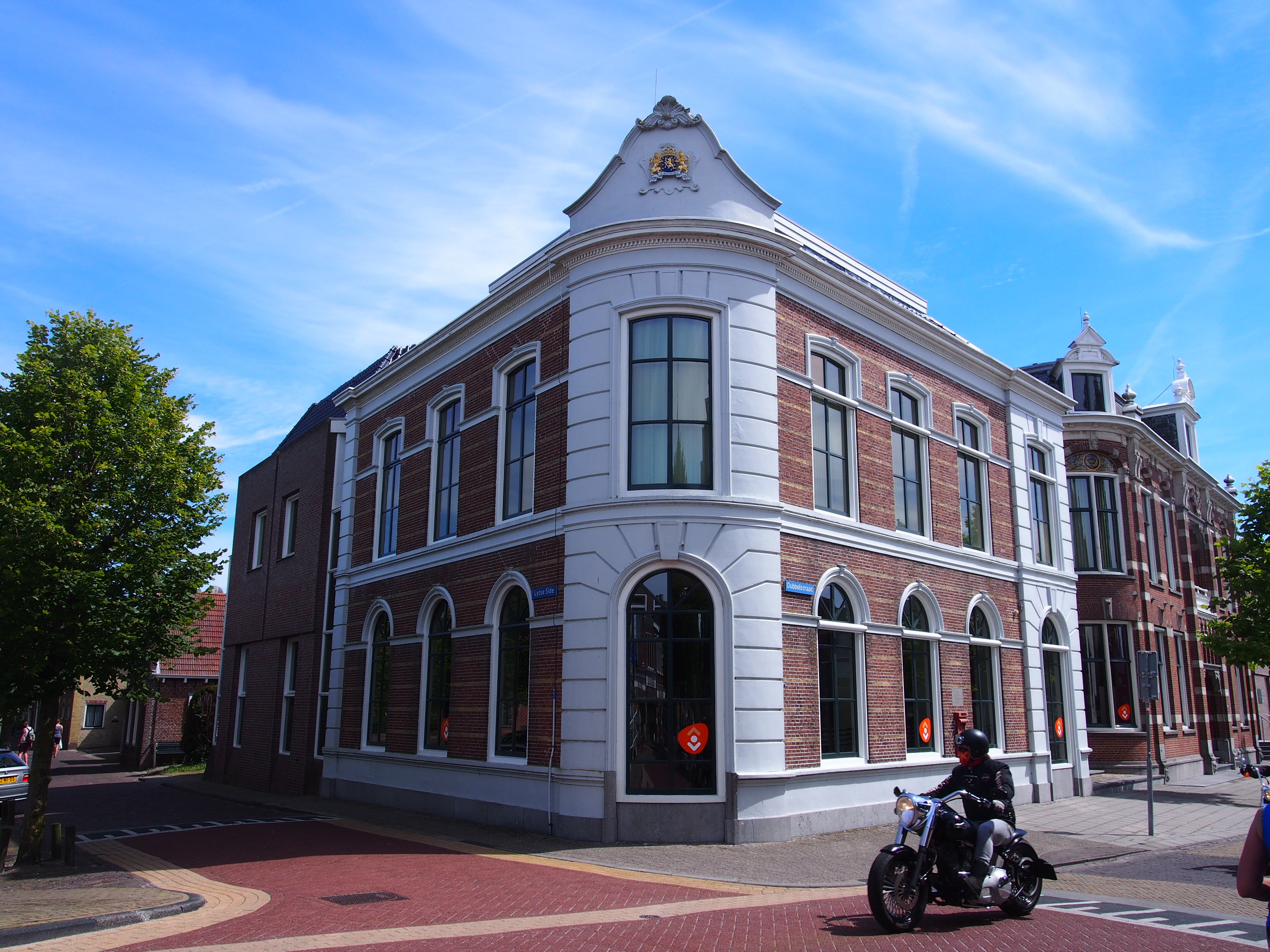
Balk: ex-sede del municipio nella Dubbelstraat

Balk è un villaggio di circa 3 800 abitanti del nord-est dei Paesi Bassi, facente parte della provincia della Frisia e situato lungo il corso del fiume Luts, nella regione del Gaasterland. Dal punto di vista della municipalità di De Friese Meren/De Fryske Marren amministrativo, si tratta di una frazione del comune di De Friese Meren/De Fryske Marren; precedentemente aveva fatto parte della munipalità di Gaasterland (fino al 1983) e dopo la soppressione di quest'ultima, della municpalità di Gaasterlân-Sleat/Gaasterland-Sloten (fino al 2014), di cui era il capoluogo.

## Geografia fisica
Il villaggio di Balk si trova nella parte sud-occidentale della provincia della Frisia, a sud-ovest del villaggio di Sloten e dello Slotermeer e a nord-est di Oudemirdum.

## Origini del nome
Il toponimo Balk, attestato anticamente come balc (1491), Balka (1501), Balck (seconda metà del XVI secolo) deriva da un termine antico che indicava un lungo ponte in legno (v. anche sotto).

## Storia

### Dalla fondazione ai giorni nostri
La località sorse nel XIII o XVI secolo lungo un ponte sul fiume Luts che collegava le località di Harich e Wijckel.
Tra il XV e il XVIII secolo, Balk si sviluppò grazie al commercio del burro, di cui era uno dei maggiori produttori della zona assieme a Sloten.
Nel 1585, la località fu saccheggiata da truppe spagnole provenienti da Groninga.
Balk divenne un villaggio a sé stante solo nel XIX secolo. Fino ad allora era compreso nel territorio del villaggio di Harich.

## Monumenti e luoghi d'interesse
Balk vanta 33 edifici classificati come rijksmonumenten e 12 edifici classificati come gemeentelijke monumenten.

### Architetture religiose

#### It Breahûs
Tra i principali edifici religiosi di Balk, figura la Breahûs o chiesa protestante, costruita nel 1728 su progetto dell'architetto R. Saegman e situata nella Van Swinderenstraat.
|  |

#### Ludgeruskerk
Altro edificio religioso di Balk è la Ludgeruskerk, costruita nel 1883 su progetto dell'architetto W.V.A. Tepe.

#### Ex-chiesa protestante
Altro edificio storico di Balk è l'ex-chiesa protestante: eretta nel 1849 e rifatta nel 1920, è stata trasformata nel 1977 in una discoteca.

### Architetture civili

#### Municipio nella Raadhuistraat
Altro edificio storico è l'ex- municipio nella Raadhuisstraat, risalente al 1615 ca.
|  |